# Diócesis de Kerry
La diócesis de Kerry (en latín: Dioecesis Kerriensis, en inglés: Roman Catholic Diocese of Kerry y en irlandés: Deoise Chiarraí) es una circunscripción eclesiástica de la Iglesia católica en la República de Irlanda. Se trata de una diócesis latina, sufragánea de la arquidiócesis de Cashel y Emly. Desde el 2 de mayo de 2013 su obispo es Raymond Browne.

## Territorio y organización

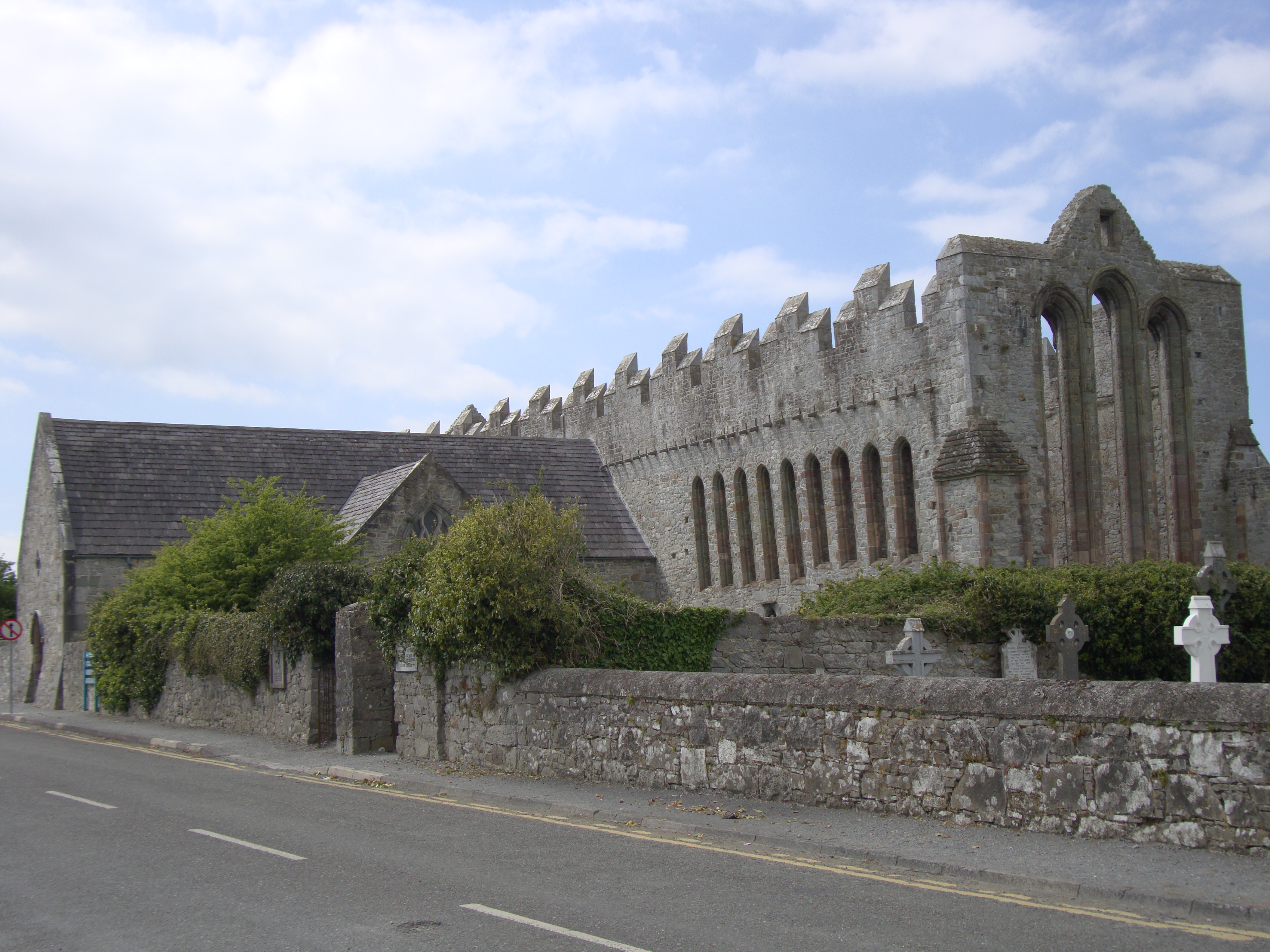
Ruinas de la Catedral de San Brandán, en Ardfert

La diócesis tiene 5300 km² y extiende su jurisdicción sobre los fieles católicos de rito latino residentes en el condado de Kerry (excepto Kilmurrily) y parte del condado de Cork.

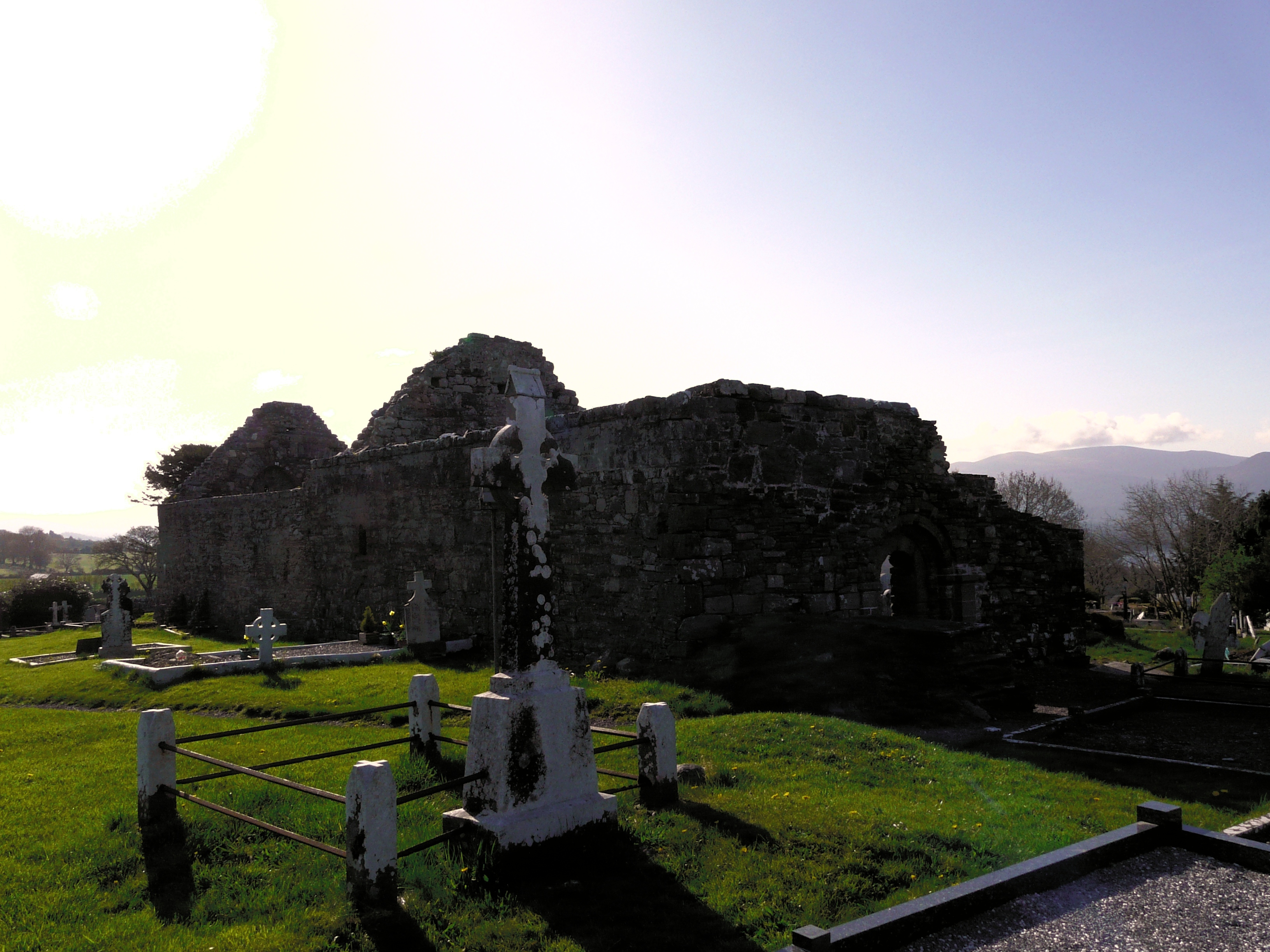
Ruinas de la catedral de Aghadoe

La sede de la diócesis se encuentra en la ciudad de Killarney, en donde se halla la Catedral de Santa María. La sede se encontraba originalmente en Rathass, cerca de Tralee, pero para 1117 se trasladó a Ardfert, en donde se hallaba la Catedral de San Brandán, que durante la Reforma anglicana pasó a la Iglesia de Irlanda y fue destruida durante la Rebelión irlandesa de 1641. En 1663 pasó a ser una iglesia parroquial, que fue abandonada en 1871.
En 2023 en la diócesis existían 53 parroquias.

## Historia
El concurso de misioneros, obispos, monjes y ermitaños contribuyó a la evangelización de la región de Kerry. La tradición atribuye su evangelización a una época anterior a la llegada de san Patricio a la isla de Irlanda, fruto del trabajo de dos misioneros, Ciarán de Saigir, ermitaño, y Abán, a quien las leyendas hagiográficas atribuyen la fundación de la iglesia de Aghadoe.
Del siglo VI se conocen los primeros obispos misioneros que recorrieron Kerry anunciando el evangelio. Entre estos estuvieron: san Erc, que puso el centro de su acción en Ardfert; Lugdach, quien fundó una iglesia en Rattoo, cerca de Listowel; Tairbhin, que construyó una iglesia en Lixnaw; y también Mael Chethair, recordado en los martirologios irlandeses del 14 de mayo, y muerto en el 636; y san Finian el Leproso, quien según una tradición legendaria fue el fundador del monasterio de Aghadoe.
También en Kerry se desarrolló la típica organización de la Iglesia en Irlanda, basada no en diócesis, como sucedía en el continente, sino en centros monásticos, de los cuales el principal era el de Ardfert, ligado a la memoria, así como el de san Erc, también de san Brandán; los monasterios menores estaban ubicados en Kiltallag y en Inis Faithlinn. Junto a los monasterios, también se desarrollaron varias ermitas en Kerry.
A diferencia de otras diócesis irlandesas, Kerry tiene muy pocos obispos o abades-obispos conocidos. En particular se mencionan Dermod MacCael Brennan, muerto en 1075, conocido sólo con el título de "sucesor de san Brandán" (probablemente con sede en Ardfert), y Magrath O'Ronan, muerto en 1099, conocido como obispo de Ardfert. Estos títulos muestran la preeminencia de esta localidad sobre las demás sedes monásticas de la zona.
El Sínodo de Ráth Breasail de 1111, que reorganizó las estructuras eclesiásticas de Irlanda sobre el modelo de las diócesis existentes en el continente, erigió una diócesis para el territorio de Kerry, coincidente con el reino de Iarmuman, incorporando las abadías nullius de Aghadoe e Inniscathy. La sede fue en Raith Maighe Deiscirt, es decir, en Rathass cerca de Tralee, convirtiéndola en sufragánea de la arquidiócesis de Cashel. Esta decisión fue cambiada durante el Sínodo de Kells en 1152, que trasladó la sede episcopal a Ardfert. El obispo Mael Brennan O'Ronan, designado oficialmente como obispo de Kerry, también participó en este sínodo. Sin embargo, con los sucesivos obispos se impuso el título de "diócesis de Ardfert", aunque el de Kerry está ocasionalmente presente en documentos medievales, junto con el título de "diócesis del suroeste de Múnster". Poco después de 1188 la diócesis incorporó una parte de la suprimida diócesis de Inniscathy.
Con la llegada de los anglo-normandos a fines del siglo XII, se estableció un cabildo catedralicio, documentado por primera vez en 1197. La catedral fue reconstruida en 1250 y la antigua liturgia celta fue sustituida por el rito de sarum. Además, se documenta la división de la diócesis en dos arcedianatos, con sede en Ardfert y Aghadoe. En 1306 se erigieron 6 decanatos rurales y se documentan 90 parroquias a principios del siglo XIV.
Durante la Reforma anglicana el obispo James FitzMaurice logró mantenerse en la sede hasta su fallecimiento en 1583, atravesando los reinados católicos y anglicanos. El 22 de octubre de 1588 la reina protestante Isabel I de Inglaterra nombró a Nicolás Kenan como obispo de Ardfert y Aghadoe, iniciando la sucesión de obispos anglicanos hasta que en 1661 la diócesis se fusionó para formar la actual diócesis de Limerick, Ardfert y Aghadoe de la Iglesia de Irlanda. La sucesión católica se continuó con el nombramiento del obispo Michael Fitzwalter en 1591.
Después de la Reforma protestante, la diócesis experimentó un largo período de persecución de los católicos, que también coincidió con períodos de sedes vacantes en los siglos XVI y XVII. El obispo Rickard O'Connell, el único obispo nombrado en el siglo XVII, estableció por primera vez el obispado en Killarney, inició un programa de reformas que incluía la prohibición de sacerdotes casados o concubinos, reorganizó las parroquias sobre una base más estable y duradera, y en la década de 1640 estableció un seminario en Tralee. Tres profesores del seminario, Tadhg Moriarty, Conor McCarthy y Francis O'Sullivan, fueron martirizados y su causa de canonización está en curso.
A partir del siglo XVII se impuso un nuevo título para la diócesis, el de "diócesis de Ardfert y Aghadoe", junto con el de "diócesis de Kerry y Aghadoe", que se hizo común durante el siglo XIX.
En el siglo XVIII las Leyes Penales, decretadas varias veces entre 1697 y 1760, establecían reglas estrictas y penas severas contra el clero católico: las pocas iglesias de la diócesis, muchas de las cuales no eran más que chozas con paredes de barro, podían ser atendidas por un solo sacerdote; los monjes y las monjas fueron expulsados; los sacerdotes obligados a prestar juramento de fidelidad a la Corona inglesa.
El 18 de mayo de 1858 se restableció el cabildo catedralicio, establecido en la iglesia parroquial de Aghadoe. Sin embargo, la catedral permaneció inacabada durante unos cincuenta años. Eran los años del episcopado de David Moriarty, quien emprendió un vasto programa de construcción de nuevas iglesias y estableció el seminario de San Brandán, para la formación de sacerdotes destinados tanto a la diócesis como a las misiones en el extranjero.
El 20 de diciembre de 1952 la diócesis asumió su nombre actual mediante el decreto Cum nuper de la Sagrada Congregación Consistorial.

## Estadísticas
Según el Anuario Pontificio 2024 la diócesis tenía a fines de 2023 un total de 146 280 fieles bautizados.
| Año                                                                             | Población            | Población | Población      | Sacerdotes | Sacerdotes    | Sacerdotes    | Bautizados por sacerdote | Diáconos permanentes | Religiosos | Religiosos | Parroquias |
| Año                                                                             | Bautizados católicos | Total     | % de católicos | Total      | Clero secular | Clero regular | Bautizados por sacerdote | Diáconos permanentes | Varones    | Mujeres    | Parroquias |
| ------------------------------------------------------------------------------- | -------------------- | --------- | -------------- | ---------- | ------------- | ------------- | ------------------------ | -------------------- | ---------- | ---------- | ---------- |
| 1950                                                                            | 158 586              | 160 891   | 98.6           | 162        | 150           | 12            | 978                      |                      | 40         | 672        | 52         |
| 1970                                                                            | 125 500              | 127 000   | 98.8           | 153        | 141           | 12            | 820                      |                      | 74         | 610        | 51         |
| 1980                                                                            | 126 500              | 129 000   | 98.1           | 148        | 137           | 11            | 854                      |                      | 51         | 630        | 53         |
| 1990                                                                            | 129 000              | 130 000   | 99.2           | 153        | 141           | 12            | 843                      |                      | 45         | 479        | 54         |
| 1999                                                                            | 124 350              | 127 950   | 97.2           | 140        | 124           | 16            | 888                      |                      | 36         | 350        | 54         |
| 2000                                                                            | 127 850              | 130 000   | 98.3           | 143        | 129           | 14            | 894                      |                      | 32         | 306        | 54         |
| 2001                                                                            | 128 850              | 131 000   | 98.4           | 143        | 131           | 12            | 901                      |                      | 26         | 328        | 54         |
| 2002                                                                            | 128 850              | 131 000   | 98.4           | 137        | 125           | 12            | 940                      |                      | 29         | 312        | 54         |
| 2003                                                                            | 128 850              | 131 000   | 98.4           | 132        | 120           | 12            | 976                      |                      | 29         | 305        | 54         |
| 2004                                                                            | 128 850              | 131 000   | 98.4           | 132        | 121           | 11            | 976                      |                      | 27         | 299        | 54         |
| 2006                                                                            | 130 000              | 136 000   | 95.6           | 127        | 116           | 11            | 1023                     |                      | 24         | 270        | 54         |
| 2013                                                                            | 146 000              | 152 300   | 95.9           | 95         | 90            | 5             | 1536                     |                      | 7          | 194        | 53         |
| 2016                                                                            | 146 790              | 153 100   | 95.9           | 142        | 125           | 17            | 1033                     |                      | 27         | 126        | 53         |
| 2019                                                                            | 140 779              | 143 000   | 98.4           | 81         | 78            | 3             | 1738                     | 6                    | 17         | 96         | 53         |
| 2021                                                                            | 136 541              | 146 500   | 93.2           | 81         | 77            | 4             | 1685                     | 6                    | 16         | 112        | 53         |
| 2023                                                                            | 146 280              | 156 458   | 93.5           | 79         | 75            | 4             | 1851                     | 6                    | 23         | 77         | 53         |
| Fuente: Catholic-Hierarchy, que a su vez toma los datos del Anuario Pontificio. |                      |           |                |            |               |               |                          |                      |            |            |            |

## Episcopologio
- San Erc ? † (?-512 falleció)

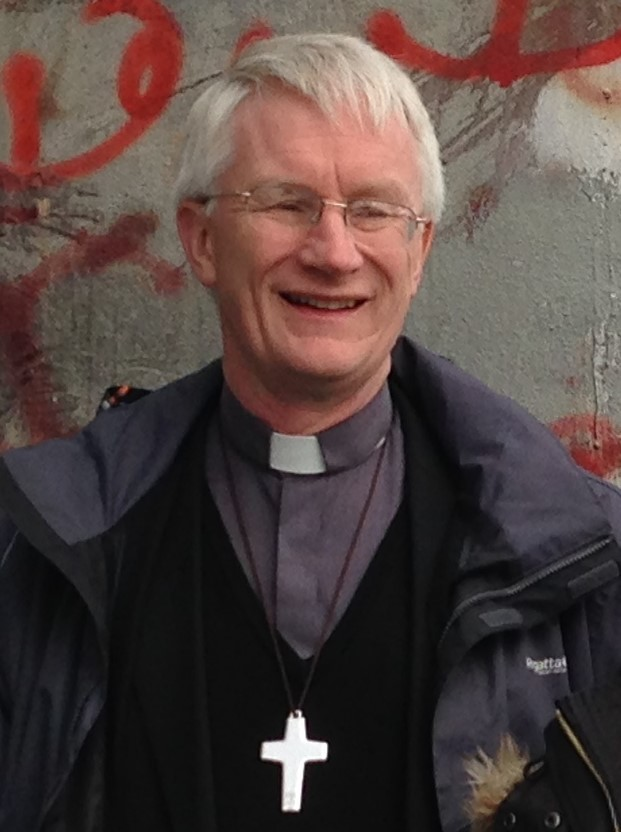
Raymond Browne, obispo de Kerry desde 2013

- Dermod MacCael Brennan † (?-1075 falleció)
- Magrath O'Ronan † (?-1099 falleció)
- Anmchad O h-Anmchada † (?-1117)
- Mael Brennan O'Ronan † (antes de 1152-21 de septiembre de 1161 falleció)
- Gilla MacAiblan O'Hanmada † (?-1166 falleció)
- Donald O'Conarchy † (?-1193 falleció)
- David O'Duibditrib † (1197-1207 falleció)
- John, O.S.B. † (circa 1215-1221 depuesto)
- Gilbert † (7 de mayo de 1225-1237 renunció)
- Brendan † (17 de noviembre de 1236-circa 1252 renunció)
- Christian, O.P. † (17 de agosto de 1253-antes del 20 de agosto de 1256 falleció)
- Philip † (después del 20 de agosto de 1256-1263 falleció)
- John † (27 de febrero de 1264-mayo de 1285 falleció)
- Nicholas † (1285-marzo de 1287 falleció)
- Nicholas O'Samradáin, O.Cist. † (1288-1336 falleció)
- Alan O'Hathern † (18 de noviembre de 1336-2 de diciembre de 1347 falleció)
  - Edmund de Caermarthen, O.P. † (1341-?)[nota 3]
- John de Valle † (22 de octubre de 1348-1372 falleció)
- Cornelius O'Tigernach, O.F.M. † (22 de octubre de 1372-1379 falleció)
- William Bull † (14 de febrero de 1379-1404)
- Thomas O'Kelley, O.P. † (?-11 de marzo de 1405 nombrado obispo de Clonfert)
- John Attilburgh † (11 de marzo de 1405-?)
- Nicholas FitzMaurice † (antes de 1408-1450 falleció)
- Maurice Stack † (30 de enero de 1450-1451 falleció)
- Maurice MacConcubaiar † (26 de enero de 1452-1458)
- John Stack † (6 de octubre de 1458-?)
- John Pick † (27 de marzo de 1461-?)
- Philip † (22 de junio de 1473-1495 falleció)
- John FitzGerald † (20 de noviembre de 1495-1536)
- James FitzMaurice, O.Cist. † (15 de mayo de 1536-1583 falleció) (incluyó períodos cismáticos anglicanos)
  - Sede vacante (1583-1591)
- Micheal FitzWalter † (9 de agosto de 1591-circa 1610 falleció)
  - Sede vacante (circa 1610-1641)
- Rickard O'Connell † (16 de septiembre de 1641-1653 falleció)
  - Sede vacante (1653-1720)
- Denis Moriarty † (7 de marzo de 1720-1737 falleció)
- Eugene O'Sullivan † (24 de abril de 1739-antes del 19 de septiembre de 1743 falleció)
- William O'Meara † (2 de octubre de 1743-23 de febrero de 1753 nombrado obispo de Killaloe)
- Nicholas Madgett † (23 de febrero de 1753-1774 falleció)
- Francis Moylan † (8 de mayo de 1775-19 de junio de 1787 nombrado obispo de Cork)
- Gerard Teaghan † (19 de junio de 1787-13 de enero de 1792 nombrado arzobispo de Cashel)
- Gerard Teaghan † (1792-4 de julio de 1797 falleció) (por segunda vez)
- Charles Sughrue † (9 de febrero de 1798-29 de septiembre de 1824 falleció)
- Cornelius Egan † (29 de septiembre de 1824 por sucesión-22 de julio de 1856 falleció)
- David Moriarty † (22 de julio de 1856 por sucesión-1 de octubre de 1877 falleció)
- Daniel McCarthy † (21 de junio de 1878-23 de julio de 1881 falleció)
- Andrew Higgins † (23 de diciembre de 1881-1 de mayo de 1889 falleció)
- John Coffey † (27 de agosto de 1889-14 de abril de 1904 falleció)
- John Mangan † (8 de julio de 1904-1 de julio de 1917 falleció)
- Charles O'Sullivan † (10 de noviembre de 1917-29 de enero de 1927 falleció)
- Michael O'Brien † (20 de junio de 1927-4 de octubre de 1952 falleció)
- Denis J. Moynihan † (10 de febrero de 1952-17 de julio de 1969 retirado[nota 4])
- Eamon Casey † (17 de julio de 1969-21 de julio de 1976 nombrado obispo de Galway y Kilmacduagh)
- Kevin McNamara † (22 de agosto de 1976-15 de noviembre de 1984 nombrado arzobispo de Dublín)
- Diarmaid (Dermot) O'Súilleabháin (O'Sullivan) † (29 de marzo de 1985-27 de agosto de 1994 falleció)
- William Murphy (17 de junio de 1995-2 de mayo de 2013 retirado)
- Raymond Browne, desde el 2 de mayo de 2013